# کلیسای جامع ناومبورگ
کلیسای جامع ناومبورگ (آلمانی: Naumburger Dom St. Peter und St. Paul) یک کلیسا در شهر ناومبورگ، آلمان است.
این کلیسا که در سال ۱۰۲۸ میلادی شروع به ساخت و در سال ۱۰۴۴ میلادی تکمیل شده در سال ۲۰۱۸ در فهرست میراث جهانی یونسکو ثبت شده است.

## نگارخانه

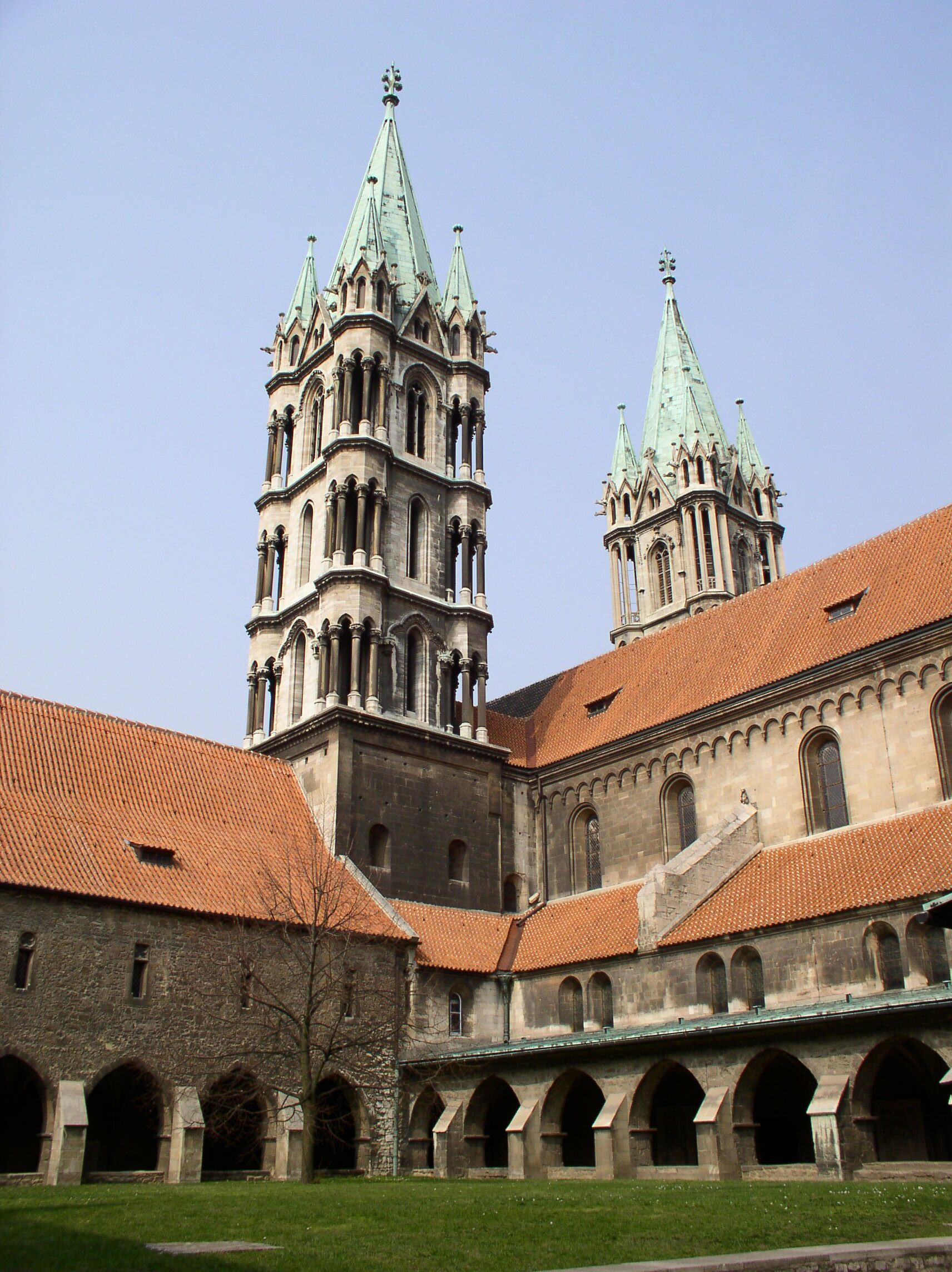
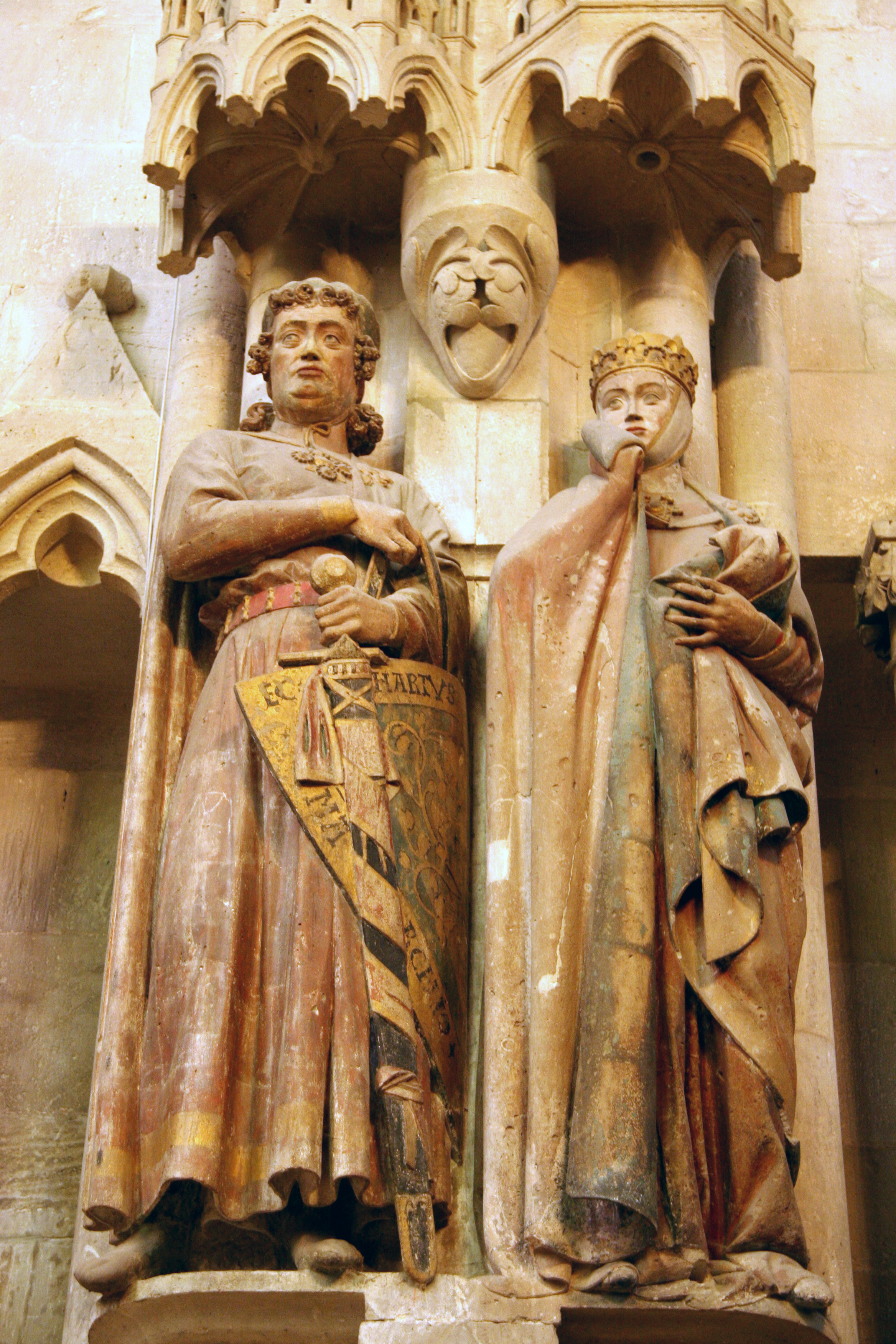
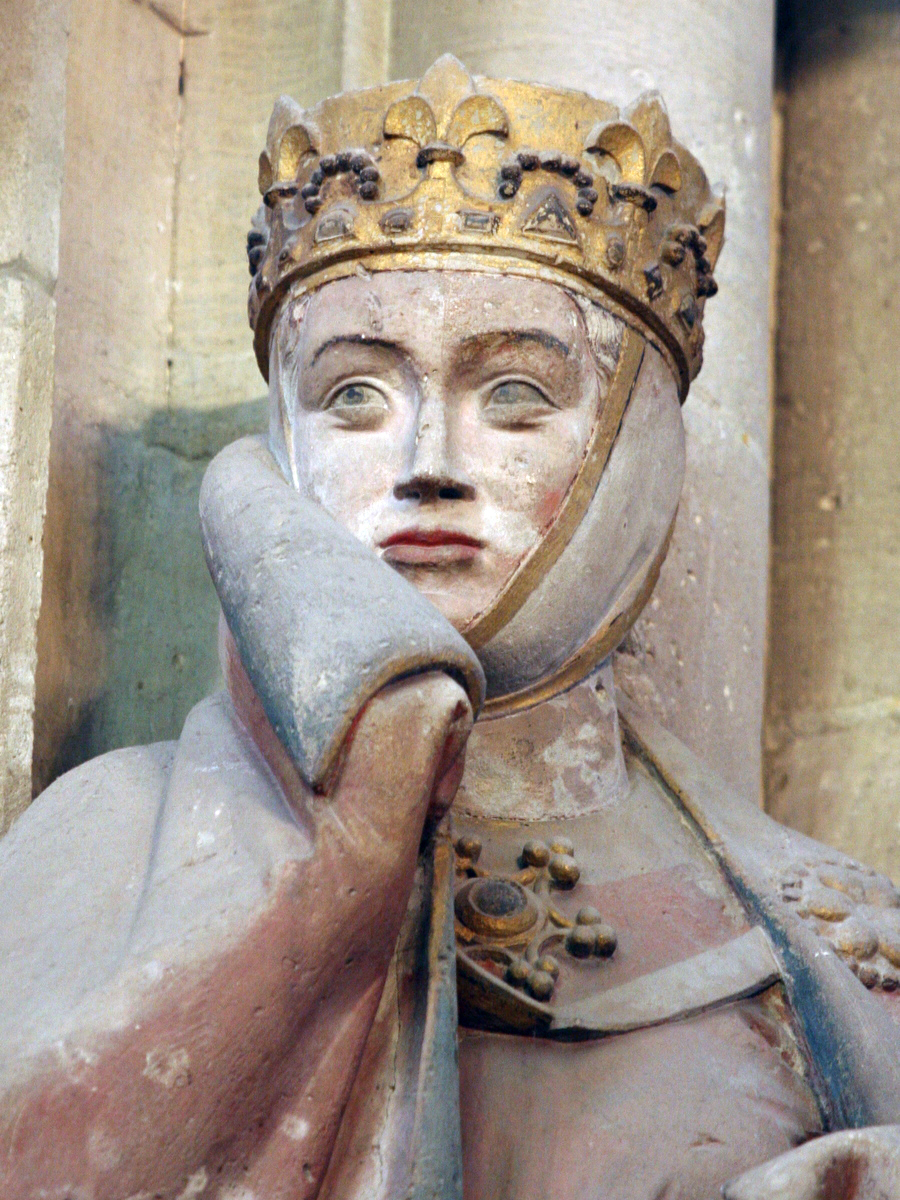
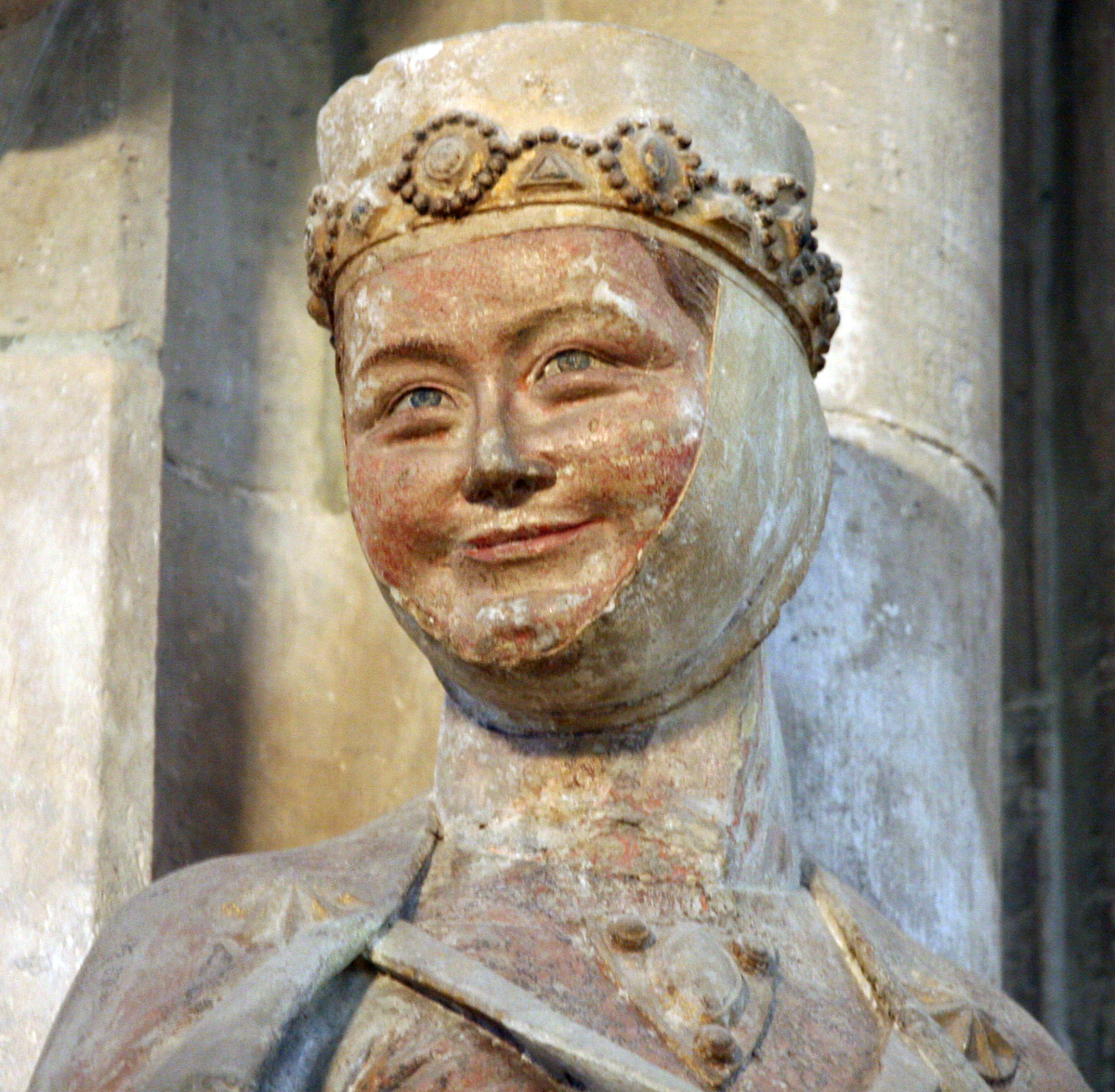